# Courtney Cummz
Courtney Cummz (ur. 4 grudnia 1981 w Shepherdstown) – amerykańska aktorka i reżyserka filmów pornograficznych pochodzenia syryjskiego i francusko-kanadyjskiego.

## Życiorys
Urodziła się w Shepherdstown w stanie Wirginia Zachodnia. Studiowała marketing i projektowanie mody. Będąc studentką pracowała jako kelnerka w Applebee's, a także na plaży dla nudystów. 
Courtney Cummz zanim trafiła do branży pornograficznej w 2004 roku, mając 23 lata. W październiku 2005 podpisała kontrakt z Zero Tolerance Entertainment. W grudniu 2005 roku wystąpiła w programie radiowym Howarda Sterna. W 2006 roku wyreżyserowała swój pierwszy film Face Invaders. 
W 2006 była nominowana do AVN Award w kategorii „Najlepsza nowa gwiazdka”. 
W październiku 2007 pojawiła się w serialu CBS Jednostka jako tancerka w klubie dla mężczyzn.
W 2008 zdobyła trzy nominacje do AVN Award w kategoriach: „Najlepsza scena seksu analnego - wideo” w Jack's Playground 34 (2007) z Tommym Gunnem, „Najlepsza wykonawczyni” i „Najlepsza scena seksu samych dziewczyn - wideo” w filmie Eden (2007) z Carmen Luvaną. 
W 2011 otrzymała dwie nominacje do AVN Award w kategoriach: „Najlepsza scena seksu grupowego samych dziewczyn” w Girlvana 5 (2009) i „Najlepsza scena seksu analnego” w 1 on 1 5 (2010) z Davidem Perrym.

## Nagrody
| Rok  | Nagroda                     | Kategoria                            | Film                                |
| ---- | --------------------------- | ------------------------------------ | ----------------------------------- |
| 2005 | Golden Gape Awards          | Wykonawczyni roku                    | –                                   |
| 2006 | Adam Film World             | Wykonawczyni roku                    | –                                   |
| 2006 | TheHottestGirlInPorn.com    | Najgorętsza gwiazda porno            | –                                   |
| 2006 | Temptation Award            | Wykonawczyni roku                    | –                                   |
| 2007 | Adam Film World Guide Award | Najlepszy interaktywny seks w filmie | Interactive Sex With Courtney Cummz |
| 2007 | F.A.M.E. Awards             | Ulubiona gwizdka seksu analnego      | –                                   |
| 2007 | Adultcon Award              | Najlepsza aktorka                    | All Alone Single Girl Masturbation  |